# Benoît Barouh
Pour les articles homonymes, voir Barouh.
Benoît Barouh est un chef décorateur français.

## Filmographie (sélection)
- 1989 : Vent de galerne de Bernard Favre
- 1991 : La double vie de Krzysztof Kieslowski
- 1995 : Cyclo de Tran Anh Hung
- 1998 : Disparus de Gilles Bourdos
- 2000 : À la verticale de l'été de Tran Anh Hung
- 2002 : Embrassez qui vous voudrez de Michel Blanc
- 2003 : Inquiétudes de Gilles Bourdos
- 2007 : La Graine et le Mulet d'Abdellatif Kechiche
- 2009 : I come with the rain de Tran Anh Hung
- 2011 : La Femme du Vème de Paweł Pawlikowski
- 2012 : Mauvaise Fille de Patrick Mille
- 2013 : Rock the Casbah de Laïla Marrakchi
- 2013 : Renoir de Gilles Bourdos
- 2014 : Sur un fil de Simon Brook
- 2015 : Madame Bovary de Sophie Bartes
- 2017 : Le Jeune Karl Marx de Raoul Peck
- 2019 : Le chant du loup d'Antonin Baudry
- 2020 : Eté 85 de François Ozon
- 2024 : Mister Spade (Monsieur Spade) (mini-série TV) - 6 épisodes
- 2025 : De Gaulle d'Antonin Baudry

## Distinctions

### Nominations
- César 2014 : César des meilleurs décors pour Renoir
- César 2020 : César des meilleurs décors pour Le Chant du loup
- César 2021 : César des meilleurs décors pour Été 85 [1]